# Náchor (syn Teracha)
Náchor (hebrejsky נָחוֹר‎) je v knize Genesis uveden jako syn Teracha mezi dvěma dalšími bratry, Abramem a Háranem (kapitola 11, verše 26–27). Jeho dědeček byl Náchor I, syn Serúga, který měl stejné jméno. Náchor se oženil s dcerou svého bratra Hárana, Milkou, svou neteří (verš 29). Možná se všichni narodili a vyrostli ve městě Ur: biblická zpráva uvádí, že „Háran zemřel před svým otcem Terachem v zemi svého narození, v chaldejském Uru.“
Když se Abram setkal s Bohem, bratr nařídil své rodině, aby opustila svou vlast a odešla do země Kanaán. Terach, jejich otec, koordinoval shromáždění své rodiny, aby cestovala na západ do jejich cíle (Genesis 11:31). Následovali svá stáda podél řeky Eufrat do oblasti aramské roviny. Bylo to asi v polovině tzv. Úrodného půlměsíce mezi Mezopotámií a Středozemním mořem, v dnešním jihovýchodním Turecku, kde se Náchor a jeho rodina usadili, kromě jeho bratra Harana, který před časem zemřel v Uru (verš 28).   Usadili se ve městě Harran, kde později Náchorův otec zemřel (verš 32).
Náchor pokračoval ve svých cestách a usadil se v oblasti aramského Dvojříčí, kde založil město Náchor (Genesis 24:10). Zde měl se svou ženou Milkou osm synů (Genesis 22:20–23): 
- Ús, prvorozený
- Búz
- Kemúel, otec Aramův
- Kesed
- Chazó
- Pildáš
- Jidláf
- Betúel, otec Rebeky, Izákovy manželky

Se svou ženinou (manželkou-otrokyní) Reúmou měl další čtyři syny: Tabecha, Gachama, Tachaše a Maaku.
Náchor je pokládán za praotce aramejských kmenů sídlících na severním okraji syrsko-arabské pouště.